# James Springer White

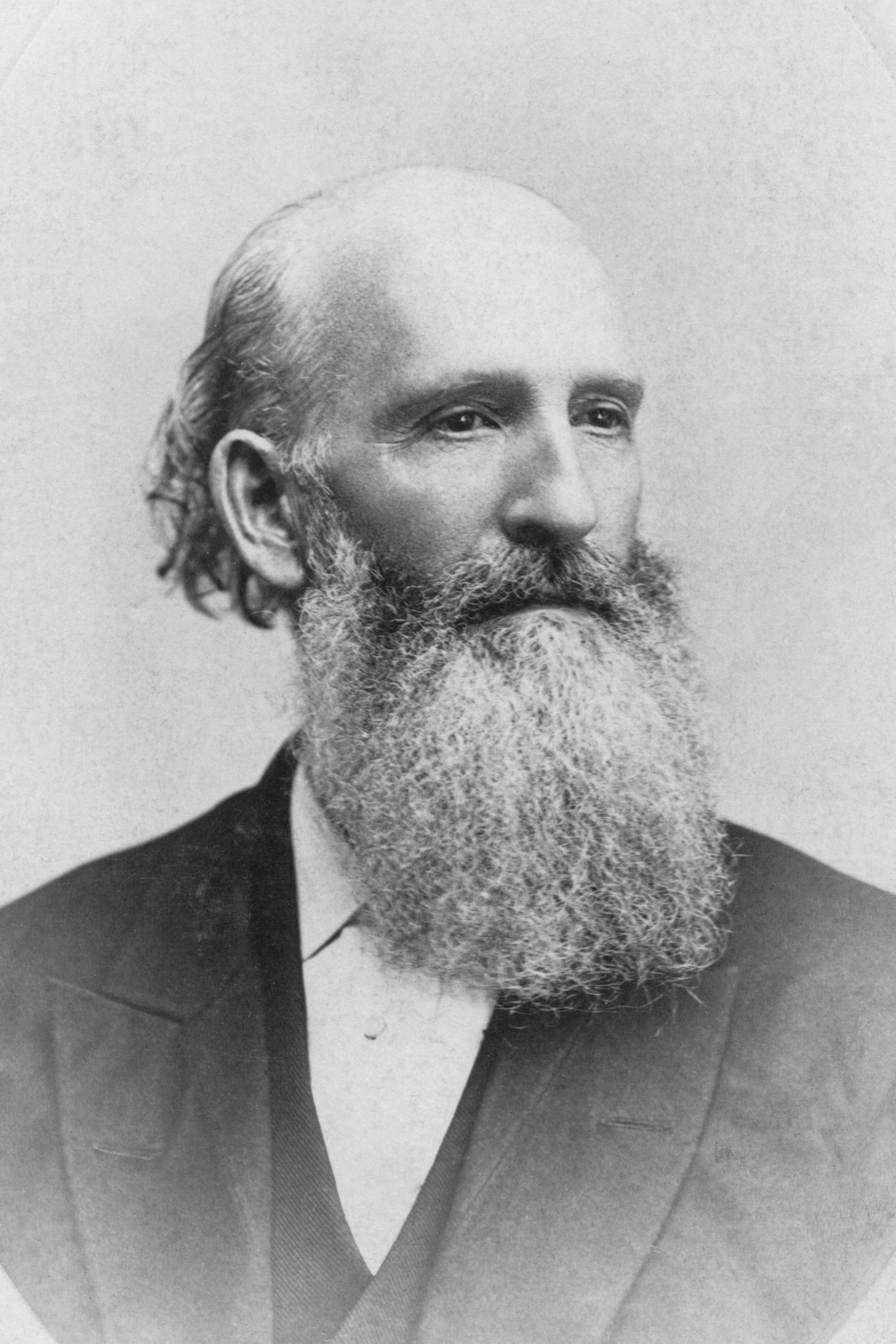
James White

James Springer White (* 4. August, 1821, Palmyra, Maine; † 6. August 1881 in Battle Creek, Michigan) war Mitbegründer der Siebenten-Tags-Adventisten und Ehemann von Ellen G. White. Er gilt als der Vater der christologischen Deutung der Prophetie. James White war der zweite Präsident der Generalkonferenz (Weltkirchenleitung) der Siebenten-Tags-Adventisten (nach John Byington) vom 17. Mai 1865 bis zum 14. Mai 1867. Er übernahm noch zweimal das Mandat vom 18. Mai 1869 bis zum 29. Dezember 1871 und vom 10. August 1874 bis zum 6. Oktober 1880. James White war außerdem Lehrer, reisender Prediger und Autor.